# Дувийе, Жозеф Анри Фердинанд
Жозеф Анри Фердинанд Дувийе (фр. Joseph Henri Ferdinand Douvillé; 1846—1937) — французский учёный-палеонтолог и горный инженер.
Член Французской академии наук (1907), почётный член Академии наук СССР (1929).

## Биография
Родился 16 июня 1846 года в Тулузе, Франция.
Учился в Париже: в 1863 году поступил в Политехническую школу, с 1865 года продолжил обучение в Высшей национальной горной школе Парижа.
По окончании горной школы, с 1867 года работал в Бюро геологических и горных исследований, участвовал в геологической съемке разных регионов Франции — Булонь, Орлеан, Бурже, Нанси и Блуа. Работал горным инженером на шахтах Бурже (1872—1874) и Лиможа (1874—1875).
В 1875 году Дувийе вернулся в Горную школу Парижа на должность сотрудника палеонтологического музея; с этого момента вся его дальнейшая научная деятельность была связана с палеонтологией. В 1876 году он стал доцентом палеонтологии, с 1881 года — профессор палеонтологии Горной школы Парижа.
Проводил научные работы с материалами, привезенными геологами разных стран из Малой Азии, Северной Африки и Центральной Америки, внёс значительный вклад в стратиграфию различных регионов мира.
На 1-й сессии Международного геологического конгресса (МГК) в Париже в 1878 году была создана Комиссия по установлению номенклатуры видов, её секретарем был избран Жозеф Анри Дувийе.
С 1916 года Дувийе состоял почётным членом Императорского Санкт-Петербургского минералогического общества. 31 января 1929 года по предложению В. И. Вернадского, А. Д. Архангельского, А. А. Борисяка, И. М. Губкина и В. А. Обручева на экстраординарном заседании общего собрания французский учёный был избран почётным членом Академии наук СССР.
Умер 20 января 1937 года в Париже.
В честь Жозефа Анри Дувийе названы одно надсемейство, одно семейство и один род цефалопод; одно семейство, одно подсемейство и три рода брахиопод; а также один род гастропод. Имя учёного носит улица в его родном городе Тулузе.

## Заслуги
- В 1905 году был удостоен ордена Почетного легиона (офицер).
- Член Академии наук Института Франции по секции минералогии с 1907 года.
- В 1880 году был избран вице-президентом, в 1881 году — президентом Геологического общества Франции.
- За работы по стратиграфии удостоен премии Фонтана (1898 год), в 1912 году был награждён премией Годри.
- Заслуги Жозефа Анри Дувийе были отмечены Геологическим обществом Лондона, членом которого он был избран в 1923 году.